# Ioannis Amanatidis
Ioannis Amanatidis (grekiska: Ιωάννης Αμανατίδης), född 3 december 1981 i Kozani, Grekland, är en grekisk före detta fotbollsspelare. Han har tidigare spelat för bland annat VfB Stuttgart och Eintracht Frankfurt.